# Небылица, Максим Михайлович
Макси́м Миха́йлович Небыли́ца (укр. Максим Михайлович Небилиця; 1991, Александрия) — украинский военнослужащий, майор, участник российско-украинской войны. Герой Украины (2025).

## Биография
Родился в городе Александрия Кировоградской области. Окончил Александрийский коллегиум, затем получил юридическое образование в Александрийском государственном политехническом колледже. Проходил срочную службу в Воздушных силах Украины, в войсках противовоздушной обороны, после чего работал в органах внутренних дел. Позже получил высшее юридическое образование.
С 2016 года служит в отдельном отряде специального назначения «Омега» Национальной гвардии Украины. С началом полномасштабного вторжения России в Украину выполнял боевые задачи в составе 5-го отряда «Омега». Участвовал в боях на Угледарском и Великоновоселковском направлениях, в обороне Авдеевки, в операциях возле Тернов, в Серебрянском лесу и в обороне Покровска.

## Награды
- Звание «Герой Украины» с вручением ордена «Золотая Звезда» (26 февраля 2025) — за личное мужество и героизм, проявленные в защите государственного суверенитета и территориальной целостности Украины, верность военной присяге[1].